# Odice
Genre
Odice est un genre de papillons nocturnes de la famille des Noctuidae (ou des Erebidae selon les classifications), de la sous-famille des Eublemminae ou de la tribu des Eublemmini ou aussi de la sous-famille des Eustrotiinae.

## Espèces rencontrées en Europe
- Odice arcuinna (Hübner, 1790)
  - Odice arcuinna arcuinna (Hübner, 1790)
  - Odice arcuinna argillaecea Tauscher, 1809
- Odice blandula (Rambur, 1858)
- Odice jucunda (Hübner, 1813)
- Odice pergrata (Rambur, 1858)
- Odice suava (Hübner, 1813)